# Jan Hellman
Jan Hellman, född 1966 i Oskarshamn, Småland, är en svensk basist/Chapman Stick-spelare/musikproducent.
Jan Hellman studerade musik på Oskarshamns folkhögskola 1984 - 1985 samt Fridhems folkhögskola utanför Malmö 1987 - 1989 och vann Rock-SM med Malmö-bandet "Under the Sun" 1988. Han har turnerat och jobbat som frilansmusiker med olika grupper och artister i Skandinavien och övriga Europa, USA, Kanada och Japan samt medverkat på plattor som musiker, producent och tekniker i en mängd olika sammanhang. Allt från visor till doom-metal via storband, pop, avant garde, teatermusik, coverband och reklammusik. 
Jan Hellman driver studion/produktionsbolaget Confident Music.